# Campeonato Mundial de Luge de 1993
O Campeonato Mundial de Luge de 1993 foi a 27ª edição da competição e foi disputada entre os dias 20 e 21 de fevereiro em Calgary, Canadá. 

## Medalhistas
| Evento                                 | Ouro                                                                                            | Prata                                                                                                   | Bronze |
| Individual masculino detalhes          | USA Wendel Suchow                                                                               | GER Georg Hackl                                                                                         | ITA Wilfried Huber                                                                                                 |
| Individual feminino detalhes           | ITA Gerda Weissensteiner                                                                        | GER Gabriele Kohlisch                                                                                   | AUT Doris Neuner                                                                                                   |
| Duplas detalhes                        | GER Alemanha Stefan Krausse Jan Behrendt                                                        | ITA Itália Hansjörg Raffl Norbert Huber                                                                 | ITA Itália Kurt Brugger Wilfried Huber                                                                             |
| Revezamento misto por equipes detalhes | GER Alemanha Georg Hackl René Friedl Gabriele Kohlisch Susi Erdmann Stefan Krausse Jan Behrendt | AUT Áustria Robert Manzenreiter Markus Prock Angelika Neuner Doris Neuner Tobias Schiegl Markus Schiegl | ITA Itália Arnold Huber Gerhard Plankensteiner Natalie Obkircher Gerda Weissensteiner Hansjörg Raffl Norbert Huber |

## Quadro de medalhas
| Ordem | País           |   |   |   |   |
| 1     | Alemanha       | 2 | 2 |   | 4 |
| 2     | Itália         | 1 | 1 | 3 | 5 |
| 3     | Estados Unidos | 1 |   |   | 1 |
| 4     | Áustria        |   | 1 | 1 | 2 |
| 5     | Canadá         |   |   |   | 0 |